# Blue Grotto (Malta)
Blue Grotto (česky Modrá jeskyně) je soustava jeskyň (tzv. Grotta) na jihovýchodě středomořského ostrova a státu Malta, poblíž vesnice iž-Žurrieq.
V jeskyni podle dávných pověstí žily nymfy. Návštěva je nejlepší v brzkých ranních hodinách, kdy lom slunečních paprsků vytváří pestré barvy.
Jeskyně byla několikrát využita při natáčení filmů, například válečného filmu Hell Boats z roku 1970 a filmu Trója, firma Cadburry Milk Tray zde nechala natočit reklamu na čokoládu, italská televize RAI TV 2 zde natáčela cestovatelský pořad Serenno Variabile, a řada dalších. Jeskyně je rovněž velmi oblíbená potápěči, pro výlety na lodích je přístupná celoročně.

## Galerie

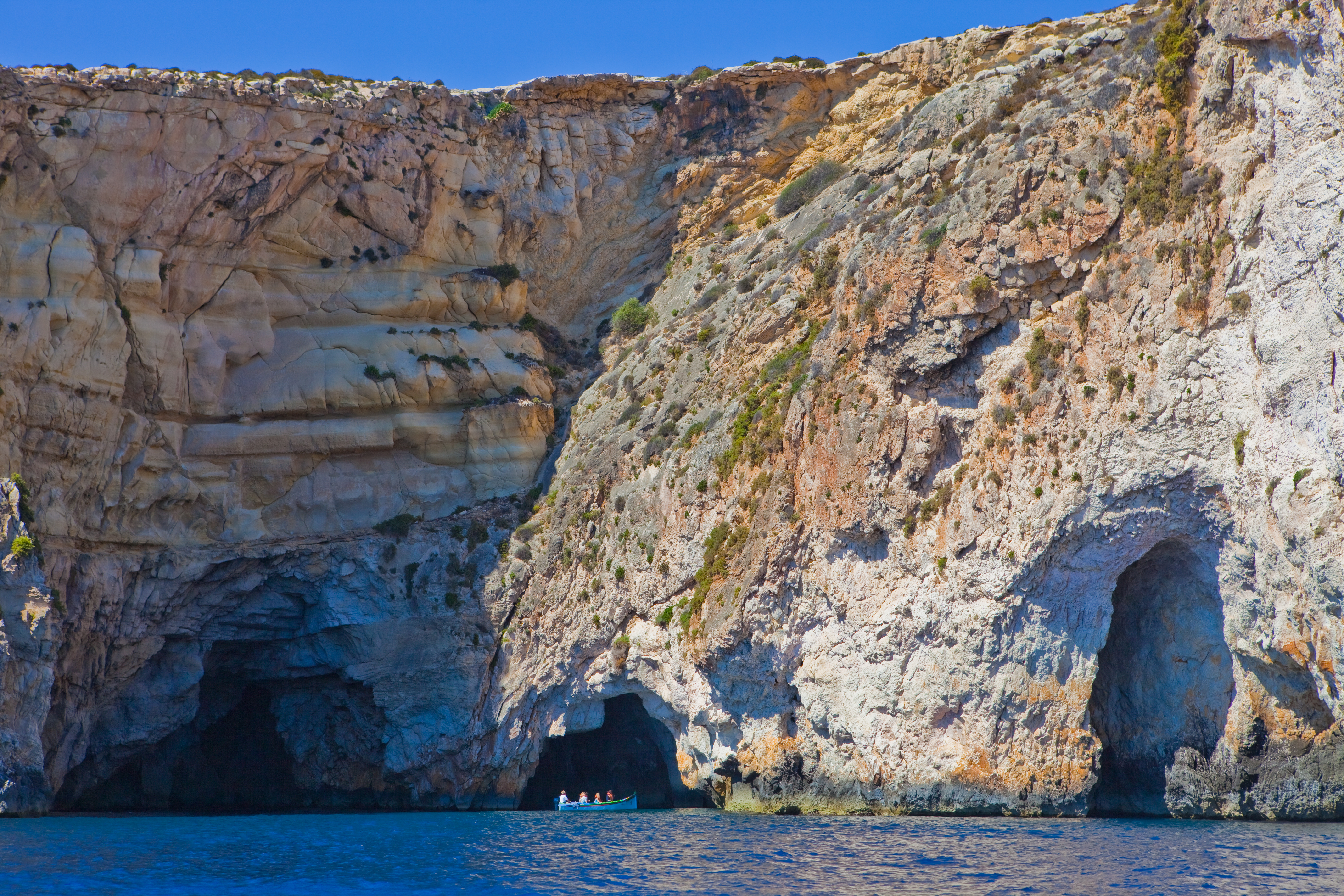
loď v jeskyni Blue Grotto
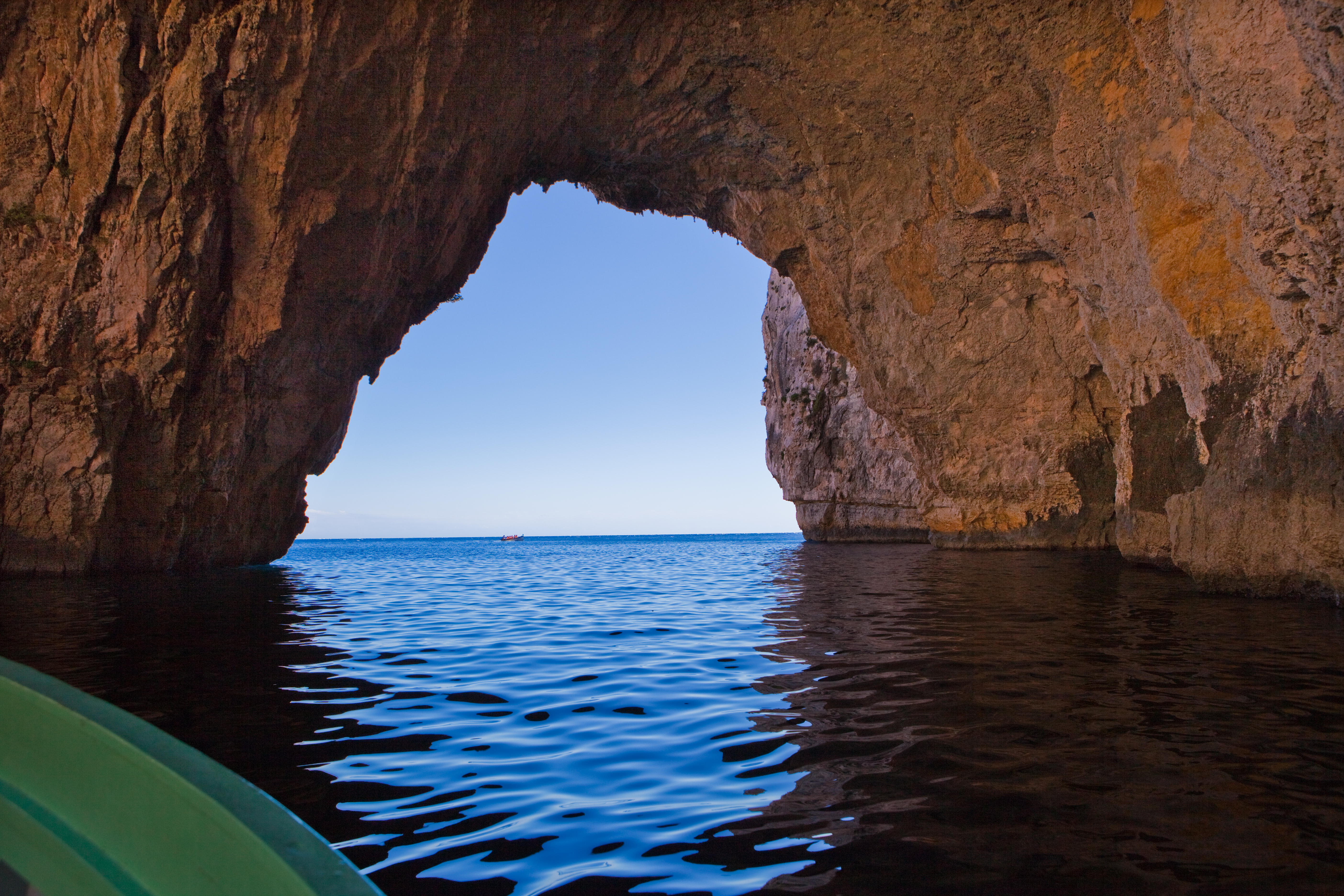
pohled z jeskyně
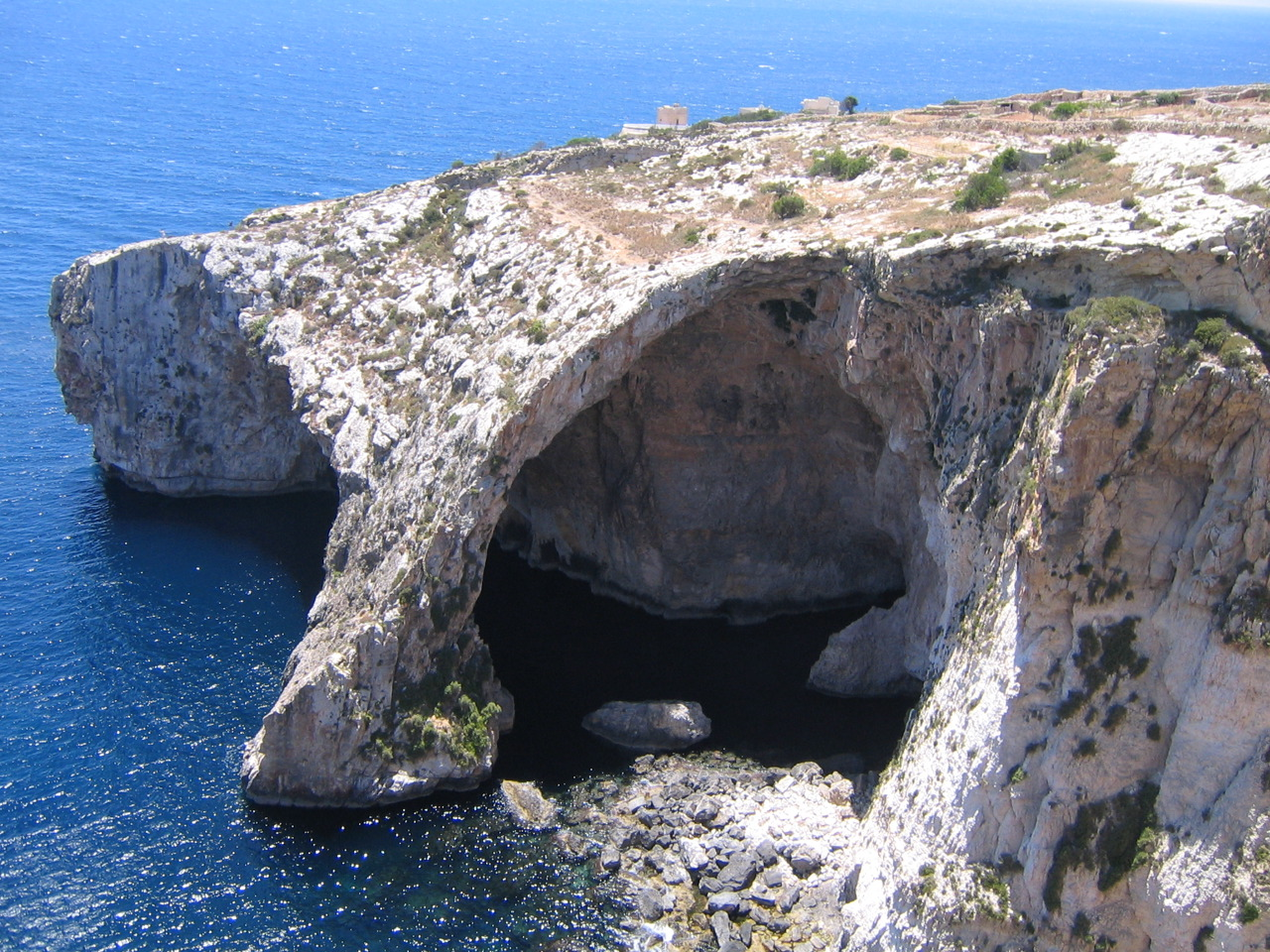
Blue Groto z leteckého pohledu